# Powiat Nishiusuki
Powiat Nishiusuki (jap. 西臼杵郡 Nishiusuki-gun) – powiat w Japonii, w prefekturze Miyazaki. W 2024 roku liczył 17 203 mieszkańców.

## Miejscowości
- Gokase
- Hinokage
- Takachiho